# Caligrafie arabă

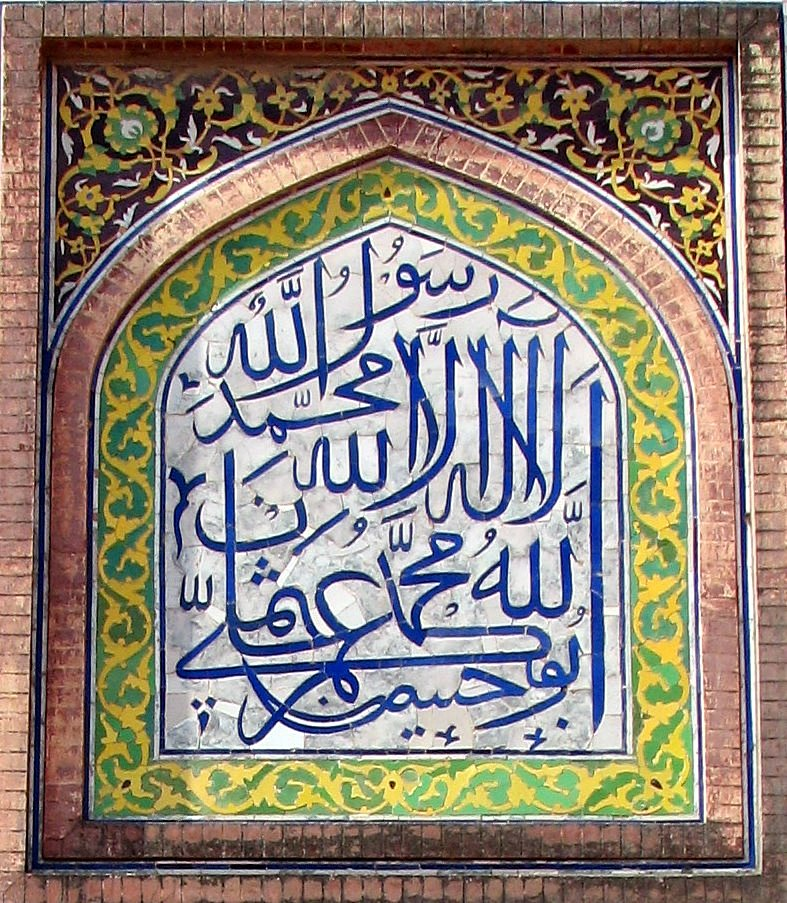
Caligrafie arabă

Caligrafia, prin definiție, este arta de a scrie, artă care se referă la un cod, un ansamblu de reguli geometrice și ornamentale. A apărut în secolele islamice al II-lea sau al III-lea, devenind în scurt timp cea mai apreciată artă. Caligrafia presupune îmbinarea dintre forma corectă a literei și abilitatea de a o reprezenta într-o manieră armonioasă. Adesea, a fost comparată cu muzica, întrucât ambele țin cont de propriile reguli de compoziție, ritm și armonie. Astfel, sunt create opere de artă care pot bucura nu numai ochiul experimentat, cât și pe cel neinițiat, simplu iubitor de frumos. 

## Desprekhatt
În limba arabă, termenul ce reunește noțiunile de „scriere” și „caligrafie” este khatt (arabă: خط). În islam, caligrafia are o semnificație religioasă, dat fiind faptul că este cea care asigură consemnarea cuvântului lui Dumnezeu. În ciuda faptului că scrierea exista încă de dinainte ca profetului Muhammad să-i fie revelat mesajul coranic, apariția islamului este cea care poate fi considerată catalizatorul caligrafiei arabe. Odată ce revelația coranică a fost notată, pentru prima dată, în timpul califului 'Uthman, musulmanii au încercat în permanență să aducă îmbunătățiri formei în care era consemnat cuvântul lui Dumnezeu, ca o dovadă a preamăririi Lui.
Tocmai datorită acestei considerații pe care musulmanii o acordă cuvântului, caligrafia este privită ca fiind cea mai nobilă formă de artă, chintesența artei islamice. În cazul altor religii, picturile sau sculpturile figurilor sfinte sunt obiectele de artă ce împodobesc lăcașurile de rugăciune, însă islamul interzice reprezentarea Profetului sau a altor ființe, fiind considerată o formă de idolatrie.  De aceea, versetele coranice, notate caligrafic, sunt adesea folosite ca ornamente care conferă moscheilor și clădirilor un caracter aparte, ușor de recunoscut și diferențiat. De asemenea, ele pot fi inscripționate și pe diferite obiecte de artă, cum ar fi bolurile de ceramică, alături de versuri ale poemelor arabe. 
Scrierea arabă este derivată  dintr-un model de origine arameeană-nabateeană (Petra) și aparține tipului de scriere caracteristică limbilor semitice. Astfel, consoanele sunt cele notate, iar vocalele scurte sunt reprezentate grafic prin semne așezate deasupra sau dedesubtul cuvintelor. Notarea vocalelor scurte a început abia în timpul perioadei umayyade, pe când notarea punctelor deasupra și dedesubtul unora dintre litere a apărut în timpul celei abbaside. În primă fază, scrierea arabă a fost percepută mai mult ca o necesitate, întrucât era singura modalitate sigură care permitea conservarea cuvântului coranic, fără ca acesta să sufere modificări. Abia mai târziu, a fost perfecționată de către gramaticieni și caligrafi. 
Caligrafia arabă a cunoscut câteva etape de dezvoltare. 
În timpul dinastiei mameluce, artele au cunoscut o perioadă de înflorire, având în vedere faptul că simple obiecte erau transformate în opere de artă, prin decorarea lor cu motive caligrafice. Astfel, caligrafia câștigase un număr mult mai mare de iubitori și era cu adevărat apreciată.
În perioada otomană, au apărut noi stiluri de caligrafie, acordându-i-se acestei arte o atenție deosebită.

## Caligrafii

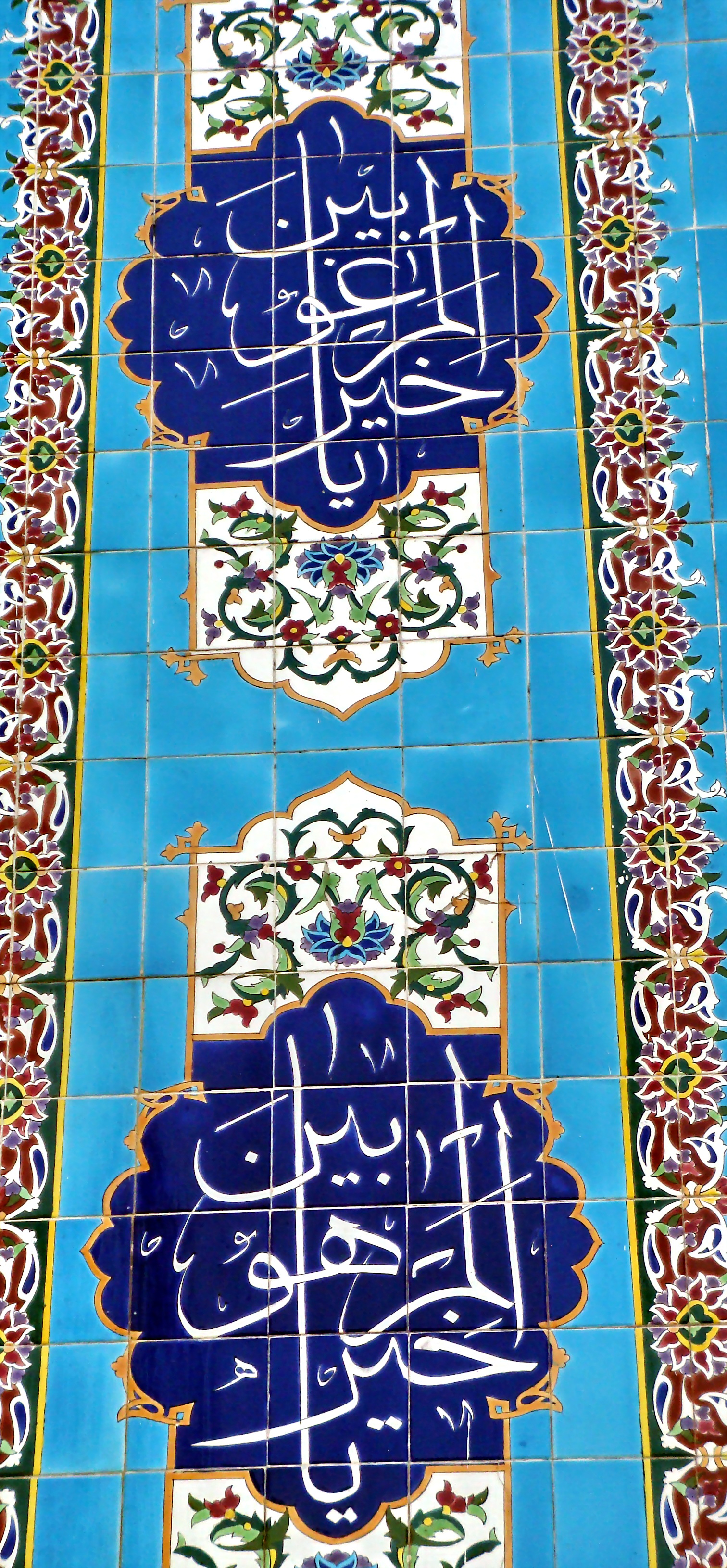

Printre părinții caligrafiei se numără al-Rayhani, creatorul stilului cu același nume, cel ce a trăit în timpul domniei lui al-Ma'mun. Un altul este ibn Muqlah, vizirul căruia i-a fost tăiată mâna dreaptă de către calif, însă a continuat să scrie elegant cu mâna stângă, sau chiar legându-și condeiul de ciotul mâinii drepte, sau ibn-al-Bawwab, inventatorul stilului muhaqqaq.
Caligrafii erau unii dintre cei mai bine priviți oameni în comunitatea islamică, bucurându-se de respectul celor din jur. Cu toate acestea, efortul depus pentru a dobândi acest statut era unul considerabil. Maeștrii caligrafi își instruiau discipolii ani de zile, dându-le sarcina de a exersa continuu, prin copierea de modele. Abia după ce ajungeau la sfârșitul acestei lungi și riguroase etape de pregătire, puteau obține o licență prin care li se atesta statutul de caligraf. Pe lângă această pregătire, se bucurau de o educație aleasă și aparțineau unora dintre cele mai distinse familii, iar unii dintre ei deveneau chiar conducători. Majoritatea caligrafilor erau bărbați, însă existau și femei, cu o bună situație financiară, care puteau lua cursuri de caligrafie. În prezent, această artă este accesibilă, în aceeași măsură, atât bărbaților cât și femeilor.

## Ustensilele
A fi caligraf nu însemna numai a ști cum să mânuiești instrumentul de scris, ci și cum să îl confecționezi. Așadar, caligrafii învățau cum să își prepare cerneala și cum să își confecționeze condeiul (qalam) și hârtia. Qalam-ul era produs din trestie, ceea ce îi conferea o anume flexibilitate. Întregul proces începea prin culegerea trestiei și lăsarea ei la uscat, apoi era modelat vârful, stabilindu-i-se forma, unghiul, lățimea și lungimea necesare realizării unui anume tip de caligrafie. Cerneala era preparată din esențe de plante sau funingine. Adesea, datorită respectului acordat acestei arte, toate instrumentele precum cutia condeiului, călimara, cuțitul sau foarfeca, erau decorate sau făurite din materiale prețioase. Înainte ca hârtia să ajungă din China în lumea islamică, în jurul secolului al VIII-lea, materialul de bază al manuscriselor era papirusul sau pergamentul.

## Tipuri de caligrafie
Până la sfârșitul secolului al IX-lea, se puteau distinge douăzeci și una de caligrafii. Până în zilele noastre au supraviețuit doar câteva, respectiv șase: thuluth, naskhi, muhaqqaq, rayhani, riqa și tawqi.
Aceste șase stiluri sunt individualizate și supuse unor reguli riguroase stabilite de caligraful și vizirul a trei califi abbasizi, Abu Ali Ibn Muqlah (m. 940). Acesta a stabilit un set de reguli conform cărora lungimea, lățimea și diametrul literelor sunt calculate după un sistem de proporții, având la bază punctul rombic trasat de vârful kalamului („condei din trestie”), de o lungime egală cu lățimea sa. Conform regulilor sale, este recomandat faptul ca lungimea literei alif să fie egală cu diametrul unui cerc al unei litere arabe. 
Cea mai glorioasă fază a caligrafiei a fost atinsă în perioada abbasidă, când caligrafii ameliorează și rafinează stilurile existente și se străduiesc să creeze altele noi.

### Kufică
Acest stil a luat naștere la Kufa, în Mesopotamia (Irak), în secolul al VII-lea.  Este considerat a fi primul stil care a fost adoptat de caligrafi în conceperea manuscriselor Coranului. Scrierea kufică se deosebește prin forma ei dreaptă, cu o geometrie unghiulară, însă caracterul ei diferă de la o zona geografică la alta. În Persia, la sfârșitul secolului al X-lea, scrierea kufică orientală prezintă alungiri verticale, în timp ce trăsăturile scurte sunt înclinate. Scrierea kufică occidentală, formată la Kairuan (Tunisia), se distinge prin semicercuri care formează litere turtite, dilatate, sub linia scrierii. Datorită trăsăturilor acesteia, era folosită în gravarea zidurilor moscheilor, a pietrelor și a metalelor. Până la sfârșitul secolului al XII-lea, scrierea kufică devine decorativă și se pot distinge câteva stiluri practicate în mod frecvent, cum ar fi cel foliat, floral, buclat geometric sau animat. În prezent, acest tip de scriere este încă frecvent și îi transformă pe artiști în arhitecți ai literelor, întrucât precizia acestui stil impune utilizarea unei rigle și a unui compas.  

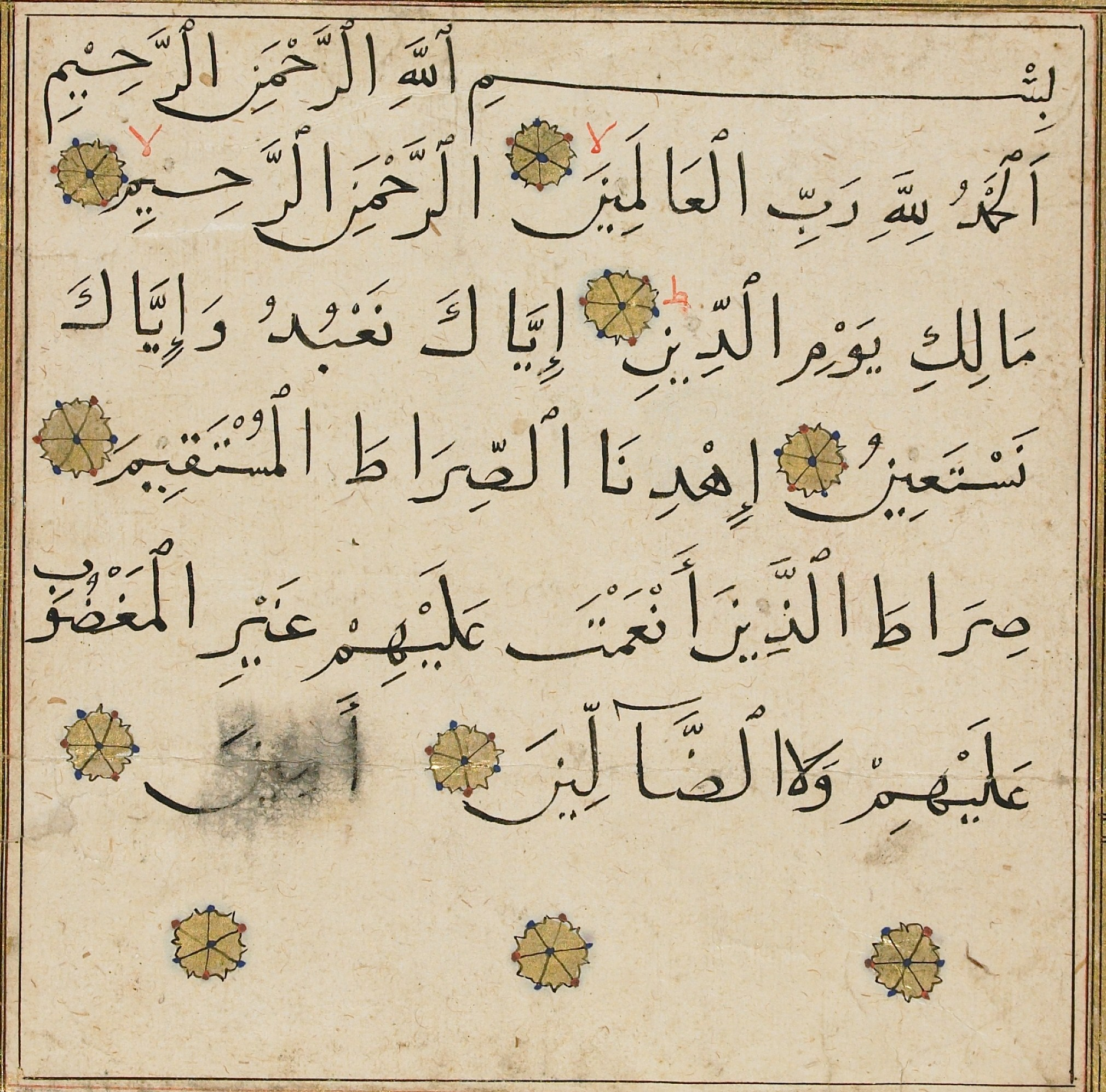
Caligrafie naskhi

### Naskhi
Scrierea de tip naskhi a apărut în secolul al VII-lea, în Hijaz, și a avut un succes chiar mai mare decât cea kufică. De asemenea, acest tip de scriere este omniprezent în lumea islamică și se caracterizează prin litere rotunjite, curbate, dând o formă decorativă textului. Era adesea folosit pentru transliterarea textelor pe papirus. Diferența dintre acest stil și cel kufic, spre exemplu, constă în lipsa complexității structurale. Mai mult, acest stil era folosit în corespondență, spre deosebire de cel menționat anterior, în ornarea ceramicii și a plăcilor. 

### Thuluth

Caligrafie thuluth

A luat naștere în secolul al X-lea și încă este în uz. Cea mai importanta literă a acestui stil este alif, litera dedicată lui Dumnezeu (Allah). Numele acestui tip de caligrafie face referire la dimensiunile de care se ține cont în realizarea literelor. Cu excepția lui alif, care era luat ca reper, toate celelalte litere trebuiau să măsoare 1/3. Cu ajutorul unui stilou din bambus, caligrafii trasau, cu răbdare, literele ce aveau să devină ornamente al obiectelor sfinte. Stilul thuluth se regăsea în Coran, în arhitectură, dar și ca element de ornament al obiectelor din ceramică, al metalelor și în corespondență.   

### Riqa

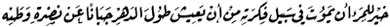
Caligrafie riqa

Caligrafia riqa derivă din combinația stilurilor thuluth și naskhi și a apărut în secolul al IX-lea. Este un stil clar, ușor de citit. În prezent, încă este printre cele mai utilizate. Scrisul este plasat numai deasupra liniei, iar unele litere pot apărea una deasupra celeilalte, însă fără a o depăși. Literele sunt de dimensiuni mici, curbate și simplificate. Acest stil a devenit oficial în timpul conducătorilor otomani, fiind folosit în exclusivitate pentru redactarea comunicatelor și a altor documente oficiale. Instrumentul de scris trebuie să fie mai lat și mai plat decât cel folosit în executarea caligrafiei naskhi.

### Muhaqqaq

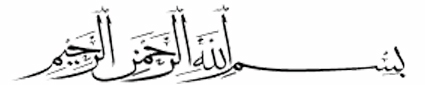
Caligrafie muhaqqaq

A fost inventat în secolul al XVI-lea de către Ibn al-Bawwab și Yaqut al-Must'asimi. Se caracterizează prin structura compactă a literelor, prin curbe alungite ce depășesc ușor linia, ce dau impresia unei orientări către stânga a scrisului. Împrumută trăsături ale stilurilor thuluth și naskhi și este unul dintre tipurile de caligrafie favorizate în scrierea Coranului, fiind regular și cursiv.  Tocmai aceste trăsături îl fac potrivit și pentru decorarea fațadelor diferitelor clădiri, dar și a diferitelor obiecte.

### Maghribi

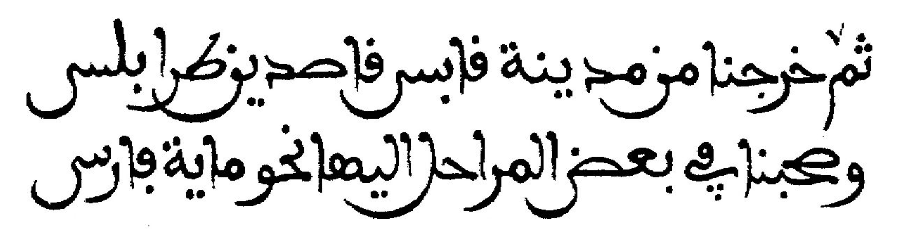
Caligrafie maghribi

Stilul maghribi este caracterizat prin delicatețea liniilor, libertatea alunecoasă a curbelor deschise și rotunjimile buclelor sale. Conform numelui său, a apărut în Magreb, în secolul al XI-lea, și derivă din scrierea kufică occidentală. Este regăsit în Coran și în diferite manuscrise.

### TaaliqșiNastaaliq

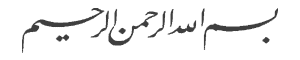
Caligrafie nastaaliq

Această scriere apare în secolul al IX-lea și este adoptată de caligrafii persani, iar în secolul al XV-lea devine scrierea lor definitivă. Acest stil este preluat din zona persană și are o istorie veche, ce datează încă de dinainte de a fi influențat de islam. Este ușor de recunoscut datorită modului în care literele sunt alungite, ceea ce face ca imaginea cuvântului să pară extinsă. Rareori linia este depășită, scrierea fiind menținută la nivelul ei. Caligrafia de tip nastaaliq era rezervată însemnării poeziilor și a paginilor de album, precum și textilelor și covoarelor.

### Diwani

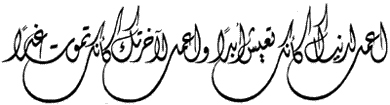
Caligrafie diwani

Acest tip de scriere apare odată cu pătrunderea caligrafiei musulmane în zona și cultura otomană. Caligrafii au acceptat cea mai mare parte a stilurilor și au încercat să creeze unele noi, astfel că, a luat naștere stilul diwani, utilizat în cancelarie, conform numelui. Apogeul său a fost atins în secolul al XVII-lea. Literele sunt plasate unele lângă altele sau la un unghi de 45°. Este un stil cursiv și flexibil.